# 群测群防
群测群防是指发动群众，按照周恩来总理提倡的“群测群防、专群结合、土洋结合”的防震抗震方针，设立多个观测点组成观测网络，在专家指导下对地震等地质灾害进行监测和预防。

## 历史
1966年3月8日发生了邢台地震后，中国总理周恩来组织了李四光、竺可桢、翁文波等专家进行调查研究，组成了专家和群众结合的地震预防队伍。在这个体制下，取得了海城地震等多个地震的成功预报的成绩。
在唐山大地震后，地震的不可测论成了主流，群测群防被基本停止。